# Психобили
Психобили е музикален жанр, който основно е описван като смесица между британски пънк-рок от 70-те американско рокабили от 50-те. Основната характеристика, която спомага за разпознаване на психобили, е че в самото изпълнение се използва контрабас вместо бас китара.
Жанрът още се характеризира със своите текстове, които са препоръчвани за филми на ужаси, насилие и филми като KIll Bill на Тарантино, сензационно сексуални и всички други заглавия обръщащи внимание на табутата; понякога е представен по комичен, иронизиращ начин.
В текстовете често се срещат аполитечски и анархични послания.
Сред първите изпълнители в този жанр са групите: The Meteors, Nekromantix, The Quakes, The Krewmen, Frantic Flintstones, The Batmobile, The Sharks и др.
Почитателите на тази музика често се обличат с кожени якета, бомбър, панталони на кръпки, дънки, елече с много нашивки, картини и надписи и значки. Предпочитани обувки са еспадрили, мокасини, кожени ботуши, кубинки, боти или най-вече крийпърси (обувки с много дебела подметка). Често демонстрират татуировки, пиърсинг и изрисувани лица. Косата им е обръсната около ушите и врата и е вдигната нагоре коса във формата на рог-така наречения „куйф“, прическа помпадур или флаттоп.